# Hélicoptères Guimbal
Hélicoptères Guimbal je francouzský výrobce vrtulníků. Firma byla založena v roce 2000 a sídlí ve francouzském Les Milles. Hlavním konstruktérem a majitelem je Bruno Guimbal.

## Vyráběné vrtulníky
- Guimbal Cabri G2 – lehký dvoumístný pístový vrtulník s třílistým hlavním rotorem a ocasní vrtulkou typu fenestron